# Move So Fast
「Move So Fast」（ムーヴ・ソー・ファスト）は、COLORの2枚目のシングル。2005年3月9日に発売。

## 概要
「CD」「CD+DVD」の2形態で発売。
表題曲「Move So Fast」のミュージックビデオは、オーストラリアで撮影した。

## 収録曲
CD
1. Move So Fast
2. 奇跡
3. Move So Fast (Instrumental)
4. 奇跡 (Instrumental)

DVD
1. Move So Fast (Promotion Video)